# 卢渥
卢渥（820年—905年），字子章，唐代诗人，幽州范阳（今河北涿州）人。出自范阳卢氏北祖第二房，卢词子。

## 生平
唐宣宗时，卢渥到长安赴举，在滻河遇唐宣宗微服出行，他看出唐宣宗是貴人，想要回避。唐宣宗叫住了他，他自稱進士盧渥。唐宣宗索其诗卷，袖之而去。后来，唐宣宗對宰臣谈到卢渥，让他中第。卢渥于是中进士第。卢渥以耿直敢言，为宰相所忌，唐懿宗时，出佐宣武军。历万年县县令，迁中书舍人。唐僖宗乾符初年，卢渥因母亲去世服丧期满后，由中书舍人授陕虢观察使。之后不久，他的弟弟卢绍由长安县令被任命为给事中，卢沆由集贤校理任命为左拾遗，卢沼从畿尉升为监察御史。诏书频传，家族非常荣耀。广明元年（880年）十月，入拜礼部侍郎知贡举，省试未毕，黄巢已攻入长安。卢渥入蜀赴行在。光启二年（886年），唐僖宗以尚书左丞卢渥为户部尚书，充山南西道留后。文德龙纪年间，卢渥由检校司空兼太常卿转任尚书右仆射。天复元年（901年）十一月，京师无天子，行在无宰相，崔胤使太子太师卢渥等二百余人列状请朱全忠西迎唐昭宗车驾。卢渥终官检校司徒。天祐二年（905年）九月初十日，寢疾薨於長壽佛宇，享年八十六。《全唐诗》卷566存诗2首《赋得寿星见》、《题嘉祥驿》。

## 轶事
卢渥赴举时在御沟旁看见一片红叶，上面题有一首诗：“水流何太急，深宫尽日闲，殷勤谢红叶，好去到人间。”他就从水中取去，收藏在巾箱内。后卢渥娶了一位被唐宣宗退放从良的韩姓宫女。一日，韩氏见到卢渥箱中的这片红叶，叹息道：「当时偶然题诗叶上，随水流去，想不到收藏在这里。」这就是“红叶题诗”的典故。
| 前任： 杜让能 | 唐朝尚书右仆射 （非宰相） 889年 | 繼任： 王徽 |